# Фолкмар Аллена
Фолкмар Аллена (з.-фриз. Folkmar Allena; ум. 1406) — влиятельный восточнофризский хофтлинг (вождь) XIV века. Центром его владений был Остерхузен.

## Биография
Как вождь Остерхузена, Фолкмар Аллена был в плохих отношениях со своим соседом Окко I том Броком, хофтлингом Брокмерланда и Аурихерланда. У них были постоянные конфликты, в которых не гнушались насилия, а зачастую и убийств. В конце концов между ними разразилась полномасштабная война, закончившаяся битвой при Лопперзуме в конце 1380 или начале 1381 года. Окко выиграл эту битву, и Фолкмар потерял большую часть своих владений в Восточной Фризии. Он искал новых союзников в Оммеландах и Вестлауверской Фрисландии. После того, как Окко напал на Эмден в 1388 году, но не смог одолеть город, Фолкмар напал на Окко в его крепости в Аурихе. Атака была отбита, после чего последовало перемирие. Переговоры о примирении между ними потерпели неудачу, и 7 августа 1389 года Окко был убит людьми Фолкмара на обратном пути домой.
Фолкмар потерял свои владения в последующие годы из-за вдовы Окко Фёлке Кампаны, которая хотела привести к власти своего сына Кено II том Брока. Другой сын Окко от предыдущего брака, Видцельд, присоединился к Фолкмару Аллене, когда ему пришлось бороться с Фёлке за престолонаследие. Однако он был убит в Детерне, и Кено II том Брок стал новым хофтлингом Брокмерланда в 1399 году.
Когда Кено в Мариенхафе принял виталийских братьев, Фолкмар в Остерхузене сделал то же самое. Виталийские братья были изгнаны из Балтийского моря в конце XIV века, но смогли продолжить свою деятельность в Северном море.